# Homogeniteit (wiskunde)
In de lineaire algebra heet een functie {\displaystyle f(x)} homogeen als voor alle {\displaystyle \alpha } geldt:
{\displaystyle f(\alpha x)=\alpha f(x)}
Homogeniteit is een noodzakelijke, maar geen voldoende voorwaarde voor lineariteit. 
Meer algemeen zegt men dat een functie {\displaystyle f(x)} homogeen is van de graad {\displaystyle k,} indien voor alle {\displaystyle \alpha } geldt:
{\displaystyle f(\alpha x)=\alpha ^{k}f(x)}
Hierin kan {\displaystyle k} elk getal zijn dat in de gegeven context zinvol als een exponent kan worden geïnterpreteerd, maar meestal beperkt men zich tot natuurlijke getallen.
Homogeniteit kan ook gegeneraliseerd worden voor functies van meerdere veranderlijken. Zo zegt men dat de functie {\displaystyle f(x,y)} van twee veranderlijken homogeen is van de graad {\displaystyle k,} indien voor alle {\displaystyle \alpha } geldt:
{\displaystyle f(\alpha x,\alpha y)=\alpha ^{k}f(x,y)}
Voorbeeld
De functie
{\displaystyle f(x,y)=4x^{3}-xy^{2}+y^{3}}
is homogeen van de graad 3.

## Formele definitie
Zij {\displaystyle k} een natuurlijk getal. De functie {\displaystyle f:V\to W} tussen twee vectorruimten over een lichaam/veld {\displaystyle F} (of algemener, tussen twee modulen over een ring {\displaystyle F}) heet homogeen van de graad {\displaystyle k\geq 0,} als voor alle {\displaystyle \alpha \in F} en alle {\displaystyle x\in V} geldt
{\displaystyle f(\alpha x)=\alpha ^{k}f(x)}
Ten behoeve van deze definitie wordt {\displaystyle 0^{0}=1} gesteld.
Merk op dat het verschil maakt of het gaat om een complexe functie over de complexe getallen of over de corresponderende functie van de verzameling tweedimensionale reële vectoren naar zichzelf: homogeen in de eerste graad in het eerste geval impliceert homogeen in de eerste graad in het tweede geval, maar niet omgekeerd.

### Voorbeelden en tegenvoorbeeld
- De veeltermfunctie {\displaystyle f(x)=x^{3}} is homogeen van de graad 3 (men zegt ook: homogeen van de derde graad).
- Iedere lineaire afbeelding tussen twee vectorruimten (of modulen) is homogeen van de graad 1.
- De homogene functies van de graad 0 zijn precies de constante afbeeldingen.
- Een homogene functie van de graad 1 of hoger beeldt de nulvector altijd af op de nulvector.
- Een veeltermfunctie in een of meer veranderlijken is dan en slechts dan homogeen van de graad {\displaystyle k} als iedere afzonderlijke eenterm de graad {\displaystyle k} heeft.
- De veeltermfunctie {\displaystyle f(x)=x+1} is niet homogeen, want de eenterm {\displaystyle x} heeft de graad 1 en de eenterm 1 heeft de graad 0.

Voorbeelden van afbeeldingen van {\displaystyle \mathbb {R} ^{2}} naar {\displaystyle \mathbb {R} } die wel homogeen van de graad 1 zijn, maar niet lineair:
- {\displaystyle f(x,y)=|x|\operatorname {sgn} y}
- {\displaystyle f(x,y)=x\sin(y/x)} met {\displaystyle f(0,y)=0}.
- {\displaystyle f(x,y)={\frac {x^{3}}{x^{2}+y^{2}}}}.

De eerste is niet continu, de tweede en derde zijn dat wel.
Een afbeelding {\displaystyle f(x,y)}, of in poolcoördinaten {\displaystyle g(r,\theta )}, van {\displaystyle \mathbb {R} ^{2}} naar {\displaystyle \mathbb {R} } die homogeen is van een bepaalde graad {\displaystyle k>0,} wordt gegeven door bijvoorbeeld alle waarden {\displaystyle g(1,\theta )} (dus op de eenheidscirkel), of alle waarden {\displaystyle f(x,1)} en de waarde {\displaystyle f(1,0)}, of alle waarden {\displaystyle f(1,y)} en de waarde {\displaystyle f(0,1)} (waarbij iedere combinatie van waarden een homogene afbeelding van de betreffende graad oplevert), want:
- {\displaystyle g(r,\theta )=r^{k}g(1,\theta )}
- {\displaystyle f(x,y)=y^{k}f({\frac {x}{y}},1)} (voor {\displaystyle y\neq 0})
- {\displaystyle f(x,y)=x^{k}f(1,{\frac {y}{x}})} (voor {\displaystyle x\neq 0})

Bovenstaande afbeeldingen worden als afbeeldingen die homogeen van graad 1 zijn dus geheel bepaald door:
- {\displaystyle f(x,1)=|x|} en {\displaystyle f(1,0)=0}
- {\displaystyle f(x,1)=x\sin(1/x)} en {\displaystyle f(0,1)=f(1,0)=0}
- {\displaystyle f(x,1)={\frac {x^{3}}{x^{2}+1}}} en {\displaystyle f(1,0)=1}

en ook door:
- {\displaystyle f(1,y)=\operatorname {sgn} y} en {\displaystyle f(0,1)=0}
- {\displaystyle f(1,y)=\sin y} en {\displaystyle f(0,1)=0}
- {\displaystyle f(1,y)={\frac {1}{1+y^{2}}}} en {\displaystyle f(0,1)=0}

Als continue afbeeldingen die homogeen van graad 1 zijn worden de tweede en derde steeds uiteraard geheel bepaald door de eerste formule, want de waarden in losse punten en lijnen worden dan bepaald door de limiet te nemen (mits die, zoals hier, bestaan, en de afbeelding dus continu te maken is).

## Afgeleide van een homogene functie
Als {\displaystyle V} de reële of complexe {\displaystyle n}-dimensionale coördinatenruimte is, dan kan het argument {\displaystyle x} uitgeschreven worden als een {\displaystyle n}-tupel
{\displaystyle f(x)=f(x_{1},x_{2},\ldots ,x_{n})}
Als bovendien {\displaystyle W} een genormeerde ruimte is, en {\displaystyle f} is differentieerbaar en homogeen van de graad {\displaystyle k,} dan is de afgeleide eveneens homogeen, maar dan van de graad {\displaystyle k-1.} Dit geldt eveneens voor de afzonderlijke partiële afgeleiden.

## Positieve homogeniteit
Als {\displaystyle V} een reële vectorruimte is, onderscheidt men ook het verwante (maar ruimere) begrip positieve homogeniteit. Met de notatie van hierboven heet de functie {\displaystyle f} positief homogeen van de graad {\displaystyle k} als voor alle {\displaystyle \alpha >0} geldt;
{\displaystyle f(\alpha x)=\alpha ^{k}f(x)}
Een homogene functie van de graad {\displaystyle k} is positief homogeen van de graad {\displaystyle k,} maar het omgekeerde is niet noodzakelijk.

### Voorbeeld
Een norm {\displaystyle N} op een reële vectorruimte is een positief homogene functie van de graad 1, maar geen homogene functie van de graad 1 als er minstens één vector {\displaystyle x} verschillend van de nulvector bestaat; immers, dan is {\displaystyle N(x)=N(-x)>0.}

### Homogene functiestelling van Euler
Zij {\displaystyle f} een positief homogene reëelwaardige functie van graad {\displaystyle k} op de {\displaystyle n}-dimensionale reële coördinatenruimte, en noteer {\displaystyle \nabla } voor de vectorwaardige functie waarvan de componenten de partiële afgeleiden van {\displaystyle f} zijn, dan is
{\displaystyle x\cdot \nabla f(x)=kf(x)}
In componenten, 
{\displaystyle \sum _{i=1}^{n}x_{i}{\frac {\partial f}{\partial x_{i}}}(x)=kf(x)}